# Nina Marques Pereira
Nina Marques Pereira (Pangim, Goa, 21 de fevereiro de 1911 – São Sebastião da Pedreira, Lisboa, 25 de agosto de 1968), nome artístico de Constança Carlota Prazeres Marques Pereira, foi uma pianista e compositora portuguesa de origem goesa.

## Percurso
Nina Marques Pereira, cujo nome completo era Constança Carlota Prazeres Marques Pereira, nasceu na cidade de Pangim, Goa, então pertencente ao Estado Português da Índia, a 21 de fevereiro de 1911. Era filha de Alberto Feliciano Marques Pereira, general, natural de Macau, e de Emília da Conceição Prazeres Marques Pereira, doméstica, natural de Lourinhã (freguesia de Moita dos Ferreiros).
Estudou música em Lourenço Marques (atual Maputo) antes de ir viver para Lisboa em 1928. Chegada à capital portuguesa, dá continuidade aos seus estudos e em 1931 conclui, com 20 valores, o Curso Superior Conservatório Nacional, com o mestre António Duarte da Costa Reis, e mais tarde na École Normale de Musique de Paris como bolseira do Instituto de Alta Cultura, onde foi aluna de Alfred Cortot.
A 15 de fevereiro de 1934, casou em Lisboa com Abílio Adriano Aires, 13 anos mais velho, engenheiro civil, natural de Torre de Moncorvo, filho de José Francisco Aires, natural de Torre de Moncorvo (freguesia de Carviçais), e de Josefa Marcelina Aires, doméstica, natural de Freixo de Espada à Cinta (freguesia de Lagoaça). Os dois divorciaram-se por sentença de 18 de outubro de 1952, transitada em julgado a 4 de novembro de 1952.
Enquanto solista da Orquestra Sinfónica Portuguesa trabalhou com vários maestros nomeadamente Jaime Silva, Pedro de Freitas Branco e Pedro Blanc.
Também tocou com Orquestra Sinfónica do Conservatório de Música do Porto com a regência do maestro Frederico de Freitas e com o maestro Jorge Madeira Carneiro na Orquestra de Câmara da Academia de Música da Madeira.
Transcreveu para piano as obras compostas por portugueses para cravo a pedido da Emissora Nacional que também a convidou a tocar as 32 sonatas de Beethoven na rádio em 1956.
Realizou várias tournées que a levaram a tocar em vários países nomeadamente na Holanda, Moçambique (que na altura era uma colónia portuguesa), França, Inglaterra, Bélgica, Espanha e Suíça a convite de entidades como a Fundação Calouste Gulbenkian e a Juventude Musica da Pró-Arte. Foi também convidada a tocar no Conservatório do Porto, no Teatro de São Carlos, no Teatro da Trindade, no Palácio Galveias e no Pavilhão dos Desportos, nestes dois últimos a pedido da Câmara Municipal de Lisboa.
O seu repertório incluía compositores como Beethoven, Bach, Vianna da Motta, Luís de Freitas Branco,  Maria Luísa  Manso, Frederico de Freitas, Chopin, Brahms, Fernando Lopes-Graça e Domingos Bomtempo.
Colaborou com Fernanda de Castro no projeto de educação pela arte e intervenção social denominado de Pássaro Azul, no Parque Infantil das Necessidades, no qual também colaboraram: Anna Mascolo, Águeda Sena, Arminda Correia, Carmen Dolores, Eunice Muñoz, Germana Tânger e Júlia D'Almendra. As suas duas únicas partituras conhecidas dizem respeito ao bailado As Meninas Exemplares e à peça de teatro infantil O Urso Peludo.
Foi também responsável pela criação de festivais de música portuguesa no Funchal, em Lisboa e na Casa do Infante no Porto, durante a década de 60.
Morreu na sua residência, na Rua Padre António Vieira, freguesia de São Sebastião da Pedreira, em Lisboa, a 25 de agosto de 1968, com 57 anos, vítima de neoplasia.

## Prémios e Reconhecimento
1932 - Recebeu o Prémio Oficial do Conservatório
1933 - Recebeu o Prémio Beethoven
1933 - Recebeu o Prémio Vianna da Motta
1967 (4 de novembro) - Condecorada com o grau de Oficial da Ordem Militar de Sant'Iago da Espada pelo Presidente da República Portuguesa
1971 - Foi dado o seu nome a uma rua de Lisboa no bairro de Benfica

## Obra
Partituras
- Bailado: As Meninas Exemplares
- Peça de teatro infantil: O Urso Peludo

Livros
1953 - Danças-jogos infantis: manual de ginástica infantil, editora Bertrand
1951 - Brinquedos cantados portugueses I, editora Bertrand

## Referência
1. 1 2 3 4  Biografia de Nina Marques Pereira na Toponímia da CML
2. 1 2 3 4 5  «Nina Marques Pereira – Meloteca – Sítio de Músicas e Artes». Consultado em 18 de fevereiro de 2021
3. 1 2 3 4 5 6 7 8  «A Rua da Constança que era a pianista Nina». Toponímia de Lisboa. 24 de outubro de 2016. Consultado em 18 de fevereiro de 2021
4. 1 2  «Fundação António Quadros - FUNDO ANTÓNIO FERRO/FERNANDA DE CASTRO». www.fundacaoantonioquadros.pt. Consultado em 18 de fevereiro de 2021
5. ↑  Boletim cultural. [S.l.]: Tip. Leitão. 1948
6. 1 2  Music and shared imaginaries: nationalisms, communities,  and choral singing (PDF). Lisboa: edições Ex-Libris. 2014. p. 51. ISBN 978-989-8714-41-1
7. 1 2  «Ópera Italiana no Coliseu» (PDF). Mundo Literário - Semanário de Critica e Informação Literária, Cientifica e Artística: 13. 1974
8. ↑  «Livro de registo de casamentos da 3.ª Conservatória do Registo Civil de Lisboa (02-01-1934 a 23-04-1934)». digitarq.arquivos.pt. Arquivo Nacional da Torre do Tombo. p. 80 e 80v, assento 80
9. ↑  Freitas, Frederico de; Pereira, Nina Marques (1953). Concerto 187.º da Orquestra Sinfónica do Conservatório de Música do Porto. Orquestra Sinfónica do Conservatório de Música do Porto, Associação da Orquestra Sinfónica do Conservatório de Música do Porto, Teatro Rivoli, org. [S.l: s.n.]
10. 1 2  Barros, Rogério (2012). O Teatro Municipal Baltazar Dias - Estudo sobre a produção e a realização de espectáculos na área da música clássica(1943–1974). Madeira: Universidade da Madeira
11. ↑  Municipal, Lisbon (Portugal) Câmara (1969). Anais. [S.l.: s.n.]
12. ↑  «JOÃO BERNARDO DE OLIVEIRA RODRIGUES E A MÚSICA» (PDF). INSTITUTO CULTURAL D EPONTA DELGADA. Insulana. ISSN 0872-6035
13. ↑  Moçambique: documentário trimestral. [S.l.]: Governmentêrno Geral. 1960. p. 105
14. ↑  Anuário da província de Moc̜ambique: informações oficiais, comerciais, geográficas e históricas. [S.l.]: Minerva Central. 1967
15. 1 2  Rumo: revista de problemas actuais. [S.l.: s.n.] 1968
16. 1 2  Marinho, Helena. «Das Palavras e da Música: Intersecções na obra de Fernanda de Castro». www.fundacaoantonioquadros.pt. Fundação António Quadros. Consultado em 18 de fevereiro de 2021
17. ↑  «Gisa – Documento subordinado/Ato informacional – 1º. Festival de Música Portuguesa : Casa do Infante : Nina Marques Pereira e Helena Sá e Costa». gisaweb.cm-porto.pt. Consultado em 18 de fevereiro de 2021
18. ↑  «Gisa – Documentos com referência a Gabinete de História da Cidade.1936-1980». gisaweb.cm-porto.pt. Consultado em 18 de fevereiro de 2021
19. ↑  «Livro de registo de óbitos da 3.ª Conservatória do Registo Civil de Lisboa (29-06-1968 a 03-10-1968)». digitarq.arquivos.pt. Arquivo Nacional da Torre do Tombo. p. 379, assento 757
20. ↑  «ENTIDADES NACIONAIS AGRACIADAS COM ORDENS PORTUGUESAS - Página Oficial das Ordens Honoríficas Portuguesas». www.ordens.presidencia.pt. Consultado em 18 de fevereiro de 2021
21. ↑  «Nina Marques Pereira (Pianista)». www.arquivo.presidencia.pt. Consultado em 12 de novembro de 2021
22. ↑  «Código Postal». Código Postal. Consultado em 18 de fevereiro de 2021
23. ↑  «Danças-jogos infantis: manual de ginástica infantil». catalogolx.cm-lisboa.pt. Rede de Bibliotecas de Lisboa. Consultado em 18 de fevereiro de 2021
24. ↑  «Brinquedos cantados portugueses I». catalogolx.cm-lisboa.pt. Rede de Bibliotecas de Lisboa. Consultado em 18 de fevereiro de 2021